# Христо Чаушев (андарт)
 Тази статия е за андартския капитан.  За гевгелийския войвода от ВМОРО вижте Христо Аргиров.  
Христо Алексов Чаушев (на гръцки: Χρήστος Αλεξίου Τσαούσης, Христос Алексиу Цаусис) е гръцки революционер, деец на гръцката въоръжена пропаганда в Македония.

## Биография
Христо Чаушев е роден в костурското село Госно, тогава в Османската империя, днес Лаханокипи, Гърция. Включва се в гръцката въоръжена съпротива срещу ВМОРО и влиза в четата на Лазар Апостолов, в която става подвойвода. В 1908 година оглавява собствена чета и действа заедно с критянина Петрос Манос, а по-късно със Стефос Григориу в Костурско и Леринско. Действа и с Томас Кацадурас.
Убит е в 1944 година от български четници от Охрана.